# Taurinya
Taurinya település Franciaországban, Pyrénées-Orientales megyében. Lakosainak száma 327 fő (2022. január 1.). Taurinya Codalet, Prades, Clara-Villerach, Estoher, Valmanya, Vernet-les-Bains, Fillols és Ria-Sirach községekkel határos.

## Népesség
A település népessége az elmúlt években az alábbi módon változott:
| Lakosok száma | 328  | 332  | 345  | 336  | 334  | 332  | 328  | 326  | 327  |
|               | 2013 | 2015 | 2016 | 2017 | 2018 | 2019 | 2020 | 2021 | 2022 |